# Мырсатаев, Руслан Жуматаевич
Руслан Жуматаевич Мырсатаев (род. 7 мая 1985, Алма-Ата, Казахская ССР, СССР) — казахстанский боксёр-профессионал, выступавший в тяжёлой весовой категории. Мастер спорта Республики Казахстан международного класса, мастер спорта Кыргызской Республики (2005), участник Олимпиады (2008) в любителях.
На март 2020 года, по рейтингу BoxRec занял 116-ю позицию и является 4-м среди казахстанских боксёров тяжёлой весовой категории — входя в ТОП-250 лучших тяжёловесов всего мира.

## Биография
Родился 7 мая 1985 года в Алма-Ате — в столице Казахской ССР.

## Любительская карьера
Боксом стал заниматься с 17-ти лет, до бокса он занимался футболом, и самбо. Его первым тренером был заслуженный тренер Кыргызстана Владимир Рослов.
В 2005 году он представлял Кыргызстан на чемпионате Азии по боксу. И в том же году он вышел в четвертьфинал на чемпионате мира. Затем он выступал за Казахстан. Был признан «Лучшим в рейтинге WSB 2012 года».
Благодаря череде удачных выступлений удостоился права защищать честь страны на летних Олимпийских играх в Пекине (Китай) в августе 2008 года. Где выступал в категории супертяжёлого веса (свыше 91 кг), и в 1/8 финала соревнований победил (счёт: 20:0) австралийца Дэниеля Бихана, но в четвертьфинале досрочно проиграл китайцу Чжану Чжилэю — который в итоге завоевал серебряную медаль Олимпиады.

## Профессиональная карьера
30 января 2016 года начал профессиональную карьеру досрочно победив техническим нокаутом в 1-м раунде россиянина Валерия Замиралова (0-3).
5 июля 2019 года победил нокаутом в 4-м раунде известного британского джорнимена Дэнни Уильямс (53-26)
26 октября 2019 года единогласным решением судей победил опытного белорусского джорнимена Юрия Быховцева (10-17-3).

#### Возвращение
1 марта 2024 года в  городе Алматы (Казахстан) вернулся на ринг после 4-х лет отсутствия и нокаутировал в первом раунде малоизвестного турецкого боксера Хамзу Гюнеша (6-1, 4 КО)

## Таблица профессиональных поединков
В таблице перечислены результаты всех поединков боксёров.
В каждой строке указан результат поединка. Дополнительно номер поединка обозначен цветом, который обозначает итог поединка. Расшифровка обозначений и цветов представлена в нижеследующей таблице.
| Пример | Расшифровка                     |
| ------ | ------------------------------- |
|        | Победа                          |
|        | Ничья                           |
|        | Поражение                       |
|        | Планируемый поединок            |
|        | Поединок признан несостоявшимся |
| КО     | Нокаут                          |
| ТКО    | Технический нокаут              |
| PTS    | Решение судей (по очкам)        |
| UD     | Единогласное решение судей      |
| MD     | Решение большинства судей       |
| SD     | Раздельное решение судей        |
| RTD    | Отказ от продолжения боя        |
| DQ     | Дисквалификация                 |
| NC     | Поединок признан несостоявшимся |

| Бой | Рекорд | Дата             | Соперник                    | Место боя                                        | Результат       | Комментарии                |
| --- | ------ | ---------------- | --------------------------- | ------------------------------------------------ | --------------- | -------------------------- |
| 7   | 7-0    | 26 октября 2019  | Юрий Быховцев (10-17-3)     | ДС Балуана Шолака, Алма-Ата, Казахстан           | UD (8)          | Счёт: 80-71, 79-72, 80-71. |
| 6   | 6-0    | 5 июля 2019      | Дэнни Уильямс (53-26)       | ДС Балуана Шолака, Алма-Ата, Казахстан           | KO 4 (10), 0:51 |                            |
| 5   | 5-0    | 15 сентября 2018 | Шухрат Курбанов (дебют)     | Коныс, Актобе, Казахстан                         | TKO 2 (6), 2:10 |                            |
| 4   | 4-0    | 9 сентября 2017  | Андрес Матиас Афранли (4-0) | Сарыарка Велодром, Астана, Казахстан             | TKO 4 (6), 1:40 |                            |
| 3   | 3-0    | 29 октября 2016  | Нуху Азума (4-1)            | Алматы Арена, Алма-Ата, Казахстан                | KO 1 (6), 1:44  |                            |
| 2   | 2-0    | 14 мая 2016      | Фаррух Мадаминов (1-4-1)    | Выставочный центр Корме, Астана, Казахстан       | TKO 1 (6), 1:40 |                            |
| 1   | 1-0    | 30 января 2016   | Валерий Замиралов (0-3)     | Гостиница Роял Тюлип Алматы, Алма-Ата, Казахстан | TKO 1 (6), 2:38 |                            |